# Mirzâ Habib Esfahâni
Pour les articles homonymes, voir Esfahani.
Mirzâ Habib Dastân Beni, (dit ميرزا حبيب اصفهاني en Persan) connu sous le nom de Mirzâ Habib Esfahâni (né vers 1835 à Ben et mort vers 1897) est un intellectuel et écrivain iranien.

## Biographie
Originaire de la province Chahar Mahaal et Bakhtiari, il s’exile dans la capitale de l'Empire ottoman en 1866. Il enseigne à Constantinople l’arabe et le persan.

## Œuvres
Mirzâ Habib Esfahâni est connu pour ses fameuses traductions en persan des Aventures de Hadji Baba d’Ispahan de James Morier, Histoire de Gil Blas de Santillane d'Alain René Lesage et Le Misanthrope de Molière. Il est également l'auteur d’œuvres érotiques, comme Épître de la queue (distribué clandestinement à Constantinople en 1885), ou Les Quatre Saisons du con.
Mirzâ Habib Esfahâni est aussi l'auteur d'ouvrages de grammaire de la langue persane : Dastour-e Zabân, littéralement « grammaire » en persan, expression qui se substitue à l’expression empruntée à l'arabe sarf va nahv et Dastour-e Sokhan (« La règle de la parole »).